# Kristján Jónsson
Kristján Jónsson (né le 4 mars 1852 et décédé le 2 juillet 1926) était un homme politique islandais. Il a été ministre d'Islande du 14. mars 1911 au 24. Juillet 1912. Il a été membre de Alltinget de 1893 à 1905 et de 1908 à 1913.
Il est né sur la ferme Gautlönd dans le nord-est de l'Islande. Deux de ses frères sont aussi devenus hommes politiques. Kristján Jónsson était le beau-père de Sigurður Eggerz, qui fut deux ans plus tard Ministre d'Islande avant de devenir Premier ministre dans les années 1920. 